# Drummondville Voltigeurs
Drummondville Voltigeurs (francouzsky Voltigeurs de Drummondville) je kanadský juniorský klub ledního hokeje, který sídlí v Drummondvillu v provincii Québec. Od roku 1982 působí v juniorské soutěži Quebec Major Junior Hockey League. Své domácí zápasy odehrává v hale Centre Marcel Dionne s kapacitou 4 000 diváků. Klubové barvy jsou černá, červená, stříbrná a bílá.
Nejznámější hráči, kteří prošli týmem byli např.: Miroslav Zálešák, Dmitrij Kulikov, Tomáš Svoboda, Daniel Brière, Ľuboš Bartečko, Ondřej Palát, Tomáš Zohorna nebo Sean Couturier.

## Úspěchy
- Vítěz QMJHL ( 1× )
  - 2008/09

## Přehled ligové účasti
Zdroj: 
- 1982–1988: Quebec Major Junior Hockey League (Diliova divize)
- 1988–1990: Quebec Major Junior Hockey League
- 1990–1995: Quebec Major Junior Hockey League (Diliova divize)
- 1995–1999: Quebec Major Junior Hockey League (Lebelova divize)
- 1999–2003: Quebec Major Junior Hockey League (Centrální divize)
- 2003–2005: Quebec Major Junior Hockey League (Ouestova divize)
- 2005–2006: Quebec Major Junior Hockey League (Západní divize)
- 2006–2008: Quebec Major Junior Hockey League (Telusova divize)
- 2008–2010: Quebec Major Junior Hockey League (Centrální divize)
- 2010– : Quebec Major Junior Hockey League (Západní divize)